# Haderslevs kommun
Haderslevs kommun (danska: Haderslev Kommune) är en kommun i Region Syddanmark i Danmark. Centralort i kommunen är staden Haderslev.
Vid danska kommunreformen 2007 slogs följande kommuner samman och bildade Haderslevs kommun:
- Grams kommun
- Haderslevs kommun
- Vojens kommun
- Bevtofts socken i Nørre-Rangstrups kommun
- Bjernings socken i Christiansfelds kommun
- Fjelstrups socken i Christiansfelds kommun
- Hjerndrups socken i Christiansfelds kommun

## Socknar
1. Oksenvads socken
2. Sommersteds socken
3. Hjerndrups socken
4. Fole socken
5. Grams socken
6. Nustrups socken
7. Jegerups socken
8. Maugstrups socken
9. Moltrups socken
10. Bjernings socken
11. Fjelstrups socken
12. Højrups socken
13. Skrydstrups socken
14. Vojens socken
15. Hammelevs socken
16. Gammel Haderslevs socken
17. Haderslev Vor Frue domsocken
18. Åstrups socken
19. Vonsbæks socken
20. Bevtoft socken
21. Vedsteds socken
22. Hoptrups socken
23. Sønder Starups socken
24. Grarups socken
25. Øsby socken
26. Vilstrups socken
27. Halks socken